# Göteborgsutställningen utan och innan
Göteborgsutställningen utan och innan är en svensk dokumentärfilm från 1923. Filmen skildrar 1923 års Göteborgsutställning.